# Canciller del Imperio ruso

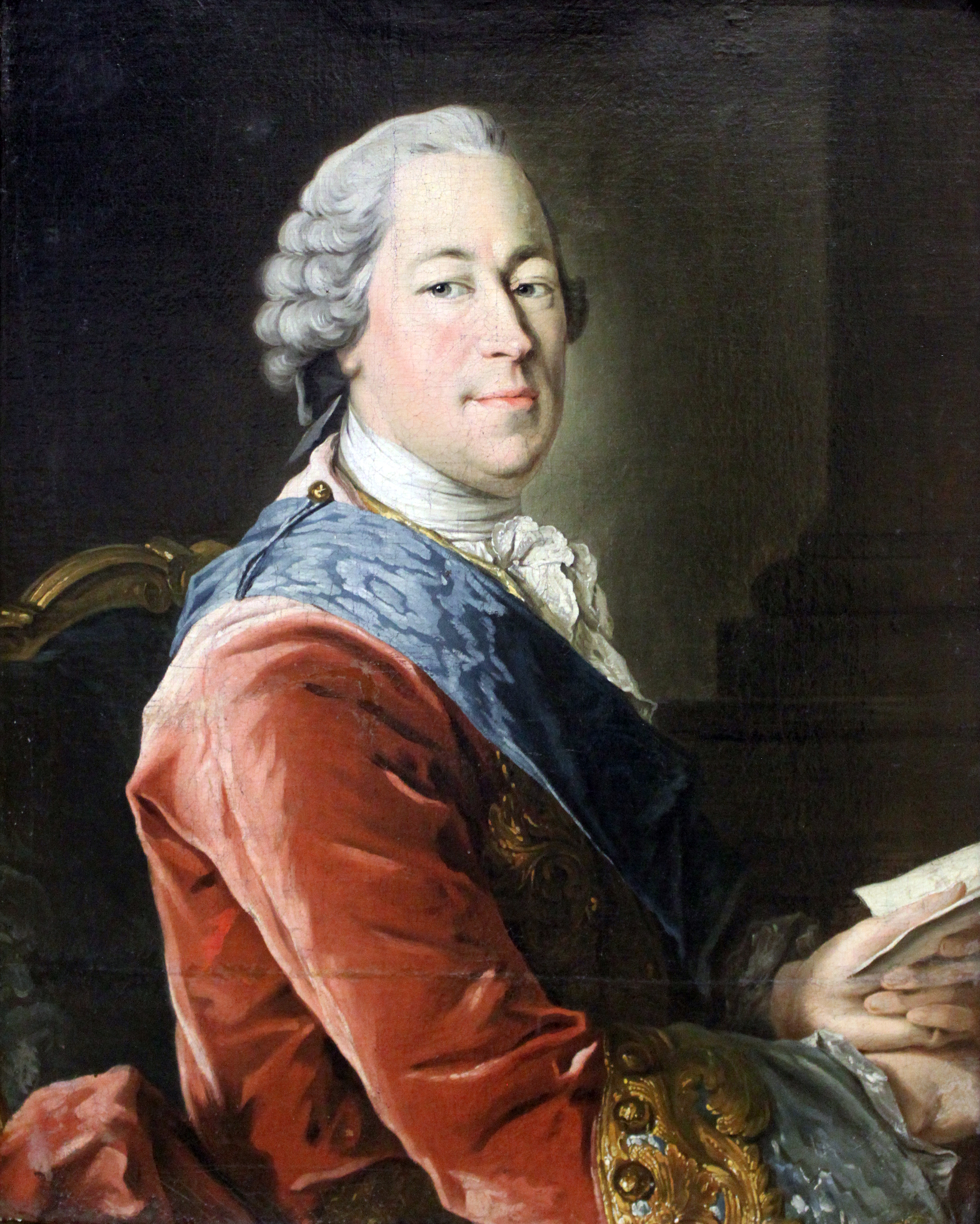
Mijaíl Ilariónovich Vorontsov, canciller del Imperio ruso.

El Canciller del Imperio ruso (en ruso: канцлер Российской империи) era un cargo civil del Imperio ruso, el de rango n.º 1 en la Tabla de Rangos introducida por Pedro el Grande en 1722. Era igual en rango al de Consejero Privado Activo de 1ª Clase, Generalfeldmarschall en el Ejército o Almirante general en la Armada. Quien tuviera este cargo debía ser tratado como Su Alta Excelencia (Ваше Высокопревосходительство, Vashe Vysokoprevosjoditelstvo).

## Características
Los cancilleres tenían la posición civil más alta en el Imperio ruso. Usualmente, este título era asignado a los Ministros de Asuntos Exteriores. Si el ministro tenía el rango de 2ª clase, podía ser llamado vicecanciller. En la historia del Imperio ruso, sólo hubo doce cancilleres, menos que monarcas. Como regla general, salvo en el periodo de las guerras napoleónicas, solo podía existir un canciller en un momento dado. Podía tomar hasta 10 años elegir un nuevo canciller cuando el anterior moría. Otros oficiales de la 1ª clase eran los Consejeros Privados Activos de 1ª Clase.
Tras el nombramiento de Aleksandr Gorchakov, no se nombraron nuevos cancilleres en los últimos cincuenta años del Imperio ruso, aunque el rango no fue oficialmente abolido. En los últimos treinta y cinco años, desde la muerte de Gorchakov no se nombraron nuevos cancilleres. El rango fue abolido por el decreto soviético del VTsIK del 24 de noviembre de 1917, "Decreto de Abolición de las Clases y de los Rangos Civiles"

## Cancilleres del Imperio ruso
1. 1699 – Conde Fiódor Alekséyevich Golovin (1650-1706).
2. 1709 – Conde Gavril Ivánovich Golovkin (1660-1734).
3. 1740 – Príncipe Alekséi Cherkaski (1680-1742).
4. 1744 – Conde Alekséi Bestúzhev-Riumin (1693-1766), en 1758 privado del rango de canciller, en 1762 recibió el rango de mariscal de campo.
5. 1758 – Conde Mijaíl Ilariónovich Vorontsov (1714-1767).
6. 1796 – Conde Iván Andréyevich Osterman (1725-1811).
7. 1797 – Príncipe Aleksander Bezborodko (1747-1799).
8. 1802 – Conde Aleksander Vorontsov (1741-1805).
9. 1809 – Conde Nikolái Rumiántsev (1754-1826).
10. 1834 – Príncipe Víktor Kochubéi (1768-1834).
11. 1845 – Conde Karl Nesselrode (1780-1862).
12. 1867 – Príncipe Aleksander Gorchakov (1798-1883).

### Vicecanciller del Imperio ruso
1. 1699 — Barón Piotr Pávlovich Shafírov (1669-1739).
2. 1723-1725 — vacante.
3. 1725 — Conde Andréi Ivánovich Osterman (1686-1747).
4. 1741 — Conde Mijaíl Golovkin (1699-1754).
5. 1744 — Conde Alekséi Bestúzhev-Riumin (1693-1766).
6. 1758 — Conde Mijaíl Vorontsov (1714-1767).
7. 1762 — vacante.
8. 1762 — Príncipe Aleksandr Mijáilovich Golitsyn (1723-1807).
9. 1775 — Conde Iván Andréyevich Osterman (1725-1811).
10. 1784 — Príncipe Serenísimo Aleksandr Andréyevich Bezborodko (1747-1799).
11. 1798 — Príncipe Víctor Pávlovich Kochubéi (1768-1834).
12. 1799 — Conde Nikita Petróvich Panin (1770-1837).
13. 1801 — Príncipe Víctor Pávlovich Kochubéi (1768-1834).
14. 1824 — Conde Karl Nesselrode (1780-1862).